# Joseph Jacquemoud
Pour les articles homonymes, voir Jacquemoud.
Joseph Jacquemoud (en italien Giuseppe Jacquemoud), né le 26 mai 1802 et mort le 27 novembre 1863 à Chambéry, est un professeur de droit et homme politique savoyard du royaume de Sardaigne. Il est fait baron par le roi Charles-Albert de Sardaigne en 1834.

## Biographie

### Origines
Joseph Jacquemoud naît le 26 mai 1802 à Chambery. Il est le fils aîné de Pierre Jacquemoud (1764-1836), avocat à Chambéry, et de Marie Domenget,.
Son frère, Louis Jacquemoud, né et mort à Chambéry, est un avocat et auditeur des guerres. Il est élu député pour le collège de Saint-Pierre d'Albigny (1853-1854). Sa sœur, Céline Jacquemoud (1807-....), épouse, en 1833, à Chambéry, Louis-François Dupasquier (1803-1865), frère de Charles Dupasquier (1804-1880).
Il est fait baron le 5 juillet 1834,.

### Carrière juridique
Après des études littéraires puis juridiques, il enseigne le droit dans sa ville natale à partir de 1822 comme professeur suppléant, puis comme titulaire (1824).
Substitut-avocat-fiscal général du Sénat de Savoie à partir de 1828, il en devient membre le 2 août 1837,. Il est nommé conseiller d'État le 7 juillet 1849.
Il est président de la Chambre d'Agriculture et du commerce de Chambéry (1840-1860), ainsi que membre d'une dizaine de sociétés savantes. Il est élu à l'Académie des sciences, belles-lettres et arts de Savoie, avec pour titre académique Effectif (titulaire).

### Carrière politique
La Constitution de 1848 ouvre de nouvelles perspectives politiques. Il est élu député conservateur de la Savoie au parlement du royaume de Sardaigne à Turin, pour le collège de Pont-de-Beauvoisin, lors de la Ire législature du royaume de Sardaigne. Il est réélu lors des trois législatures suivantes.
Il appartient au groupe des députés savoyards conservateurs. Lors des débats sur les congrégations religieuses, il les défend.
Son élection, lors de la seconde législature, est annulée le 8 février 1849 pour incompatibilité de fonctions. Il est remplacé par Ferdinand Palluel.
Il est réélu lors de la IVe législature du royaume de Sardaigne en décembre 1849, mais est nommé l'année suivante, le 2 novembre 1850, sénateur du royaume de Sardaigne.
Lors des débats sur l'Annexion de la Savoie, il fait partie de ceux qui déplorent l'abandon du duché par la maison de Savoie, à la tribune du Parlement de Turin. Il gardera sa nationalité à la suite de la réunion à la France, par fidélité dynastique.
Il est également conseiller communal, ainsi que syndic d'Albertville. Il a aussi été conseiller communal de Chambéry.
Joseph Jacquemoud meurt le 27 novembre 1863 à Chambéry,.

## Décorations
Le baron Jacquemoud obtient les distinctions suivantes, :
- Chevalier de l'ordre des Saints-Maurice-et-Lazare (1845)
- Commandeur de l'ordre des Saints-Maurice-et-Lazare (1853)
- Modèle:Déco Grand Officier de l'ordre des Saints-Maurice-et-Lazare (1861)
- Commandeur de l'ordre de Saint-Grégoire-le-Grand (1847)
- Commandeur de nombre l'Ordre de Charles III d'Espagne (1852)
- Officier de la Légion d'honneur (1854)
- Grand officier de l'ordre de Léopold (1858)